# Buhuși
Buhuși (în idiș באהוש, în ebraică בוחוש, transliterat: Bohush, în maghiară Buhus) este un oraș în județul Bacău, Moldova, România, format din localitățile componente Buhuși (reședința), Marginea și Runcu.

## Așezare
Orașul se află în nordul județului, la limita cu județul Neamț, în sud-estul depresiunii Cracău-Bistrița (la 235 m altitudine) la confluența pârâului Români cu râul Bistrița, la 24 kilometri nord-vest de Bacău pe terasele superioare ale Bistriței, dincolo pe versanții sud-vestici ai dealului Runc. Orașul Buhuși este traversat de șoseaua națională DN15, care leagă Bacăul de Piatra-Neamț. Din acest drum, la Buhuși se ramifică șoseaua județeană DJ156B, care duce spre sud-vest la Blăgești, și șoseaua județeană DJ158, care duce spre nord în județul Neamț la Români, Moldoveni și Secuieni (unde se termină în DN2). Prin oraș trece și calea ferată Bacău-Bicaz, pe care este deservit de stația Buhuși.

## Istorie
Prima atestare documentară, așezarea datează din 1438, fiind consemnată așezarea cu numele de Bodești. La 14 aprilie 1457, în localitatea Orbic (azi cartier al orașului), Ștefan cel Mare, înaintând spre Suceava, a reputat o victorie decisivă asupra lui Petru Aron. Începând cu anul 1800, așezarea capătă treptat numele actual, fiind numită mai întâi Bodeștii lui Buhuș, Bodeștii Buhușoaiei, Buhușoaia, Buhuș. Toate aceste denumiri derivă de la numele familiei boierești Buhuș care stăpânea aceste locuri. În anul 1819 a fost declarat târg boieresc, iar din anul 1832 încep să apară primele ateliere meșteșugărești. A fost declarat oraș în anul 1930.
La pagina 137 din Enciclopedia Cugetarea (1936 - 1939), precum și la pagina 576 din "Istoria românilor" de Constantin C. Giurescu și Dinu C. Giurescu se afirmă cu certitudine că localitatea a purtat în trecut și numele de București. În realitate, denumirea este cea de Bucureștii Mici și a fost purtată (alternativ cu denumirile de Buhușoaia sau Târgușorul)  de târgul ce era reședința comunei Buhuși în secolul al XIX-lea.
După Războiul de Independență, pe baza reformei agrare din 1864 s-au alocat pământuri însurățeilor. Locuitorii comunei Buhuși, propuși pentru împroprietărire pe moșiile statului din Belcești, județul Iași, au refuzat strămutarea și s-au adresat prefectului județului Neamț în martie 1879. Aceștia și-au motivat refuzul prin: 
„1...de la comuna Buhuși la Belcești este o depărtare de 9-10 poște; 
2...noi suntem oameni lipsiți de mijloace și nu avem chipul a ne transporta obiectele de gospodărie Ia o depărtare așa de mare, lipsindu-ne toate care ne-ar închipui strămutarea; 
3...suntem înconjurați de copii de a căror existență avem a îngriji”—Gheorghe Tănase, ÎMPROPRIETARIREA INSURAȚEILOR PE MOȘIILE STATULUI DIN JUDEȚUL NEAMȚ (1878-1879)
Locuitorii au cerut să fie împroprietăriți pe moșiile statului din apropiere: Goșmani, Zănești și Rahova. Administrația domeniilor le-a răspuns celor 39 de semnatari ai petiției că nu sunt disponibile pământuri decât pe moșiile statului din județele Iași și Ialomița. În aceste condiții, obligația strămutării la o distanță mare era considerată absurdă, deoarece țăranii nu aveau credite și mijloace necesare întemeierii unei gospodării, fiind astfel expuși cămătarilor rurali sau ruinării complete. Astfel, la 3 aprilie 1888, țăranii din comuna Buhuși s-au răsculat, cerând guvernului pământ, recunoașterea drepturilor de pășunat pentru vite și stoparea abuzurilor arendașului moșiei Buhuși. Procurorul general P. Stoica a recunoscut că „plângerile sunt în mare parte întemeiate”, și că răsculații au amenințat autoritățile locale „prin acte de violență”. Țăranii fără pământ, însurățeii și cei cu puțin pământ cerând împărțirea moșiilor statului, această idee fiind atât de răspândită printre locuitori, încât aceștia credeau că este doar o chestiune de timp. 
În raportul său adresat ministrului, procurorul P. Stoica relata următoarele: „Când i-am intrebat pentru ce nu s-au dus să-și ia pămîntul de la Belcești, ei au răspuns că nu este nevoie să se ducă așa departe, deoarece au să se împartă toate moșiile statului și atunci vor lua pămînt mai aproape".
În rezoluția din 16 aprilie, Alexandru Marghiloman preciza că "revizuirea aplicării legii însurățeilor se va face în curând și va da o satisfacție reclamanților".
La sfârșitul secolului al XIX-lea, Buhuși era o comună rurală din plasa Bistrița a județului Neamț, comună formată din satele Buhuși, Bodești, Margina și Orbicu, având în total 3155 de locuitori. În comună funcționau o fabrică de postavuri înființată de colonelul E. Alcaz, o școală primară de băieți și una de fete.
La data de 8 mai 1921 Buhuși devine comună urbană (oraș), evenimentul fiind consemnat în 1929 de către Josef Kaufmann în lucrarea sa Numele, întemeierea, vechimea și istoricul târgului Buhuși:
„În anul 1921, guvernul, în urma intervenției parlamentarilor județului, orășelul Buhuși a fost transformat din comună rurală în urbană, și în ziua de duminică 8 mai s-a sărbătorit cu mare pompă acest eveniment, la care au asistat d. Nicu Calmuschi, prefectul județului, d-nii deputați col. Calmuschi, Gh. Nicolau, George Lalu și Ernest Kirkulescu, toate notabilitățile și autoritățile întregului județ, care au fost întâmpinați la barieră cu muzică și drapele, formând un impozant cortegiu, care merse întâi la biserică unde s-a făcut serviciul divin, de aici cortegiul a mers la sinagogă, unde s-a oficiat de asemenea un Te-Deum și unde rabinul B. Roller a ținut un impozant discurs, mulțumind guvernului în numele populației evreiești etc.”—Josef Kaufmann, Numele, întemeierea, vechimea și istoricul târgului Buhuși, 1929, Piatra Neamț
dar și în numărul din 16 Mai 1921 al ziarului Dimineața:
„În ziua de Duminică 8 Maĭ a. c. s’a inaugurat cu o deosebită solemnitate transformarea comuneĭ rurale Buhuși Incomună urbană. La această importantă inaugurare au luat parte d-niĭ N. Calmuschi prefectul județului, colonel Calmuschi G. Nicolau, George Lalu și Ernest Chirculescu, ajutorul de primar al orașuluĭ Piatra-Neamț Pralea, secretarul consiliului județean, Jenică Manoliu, toate autoritățile locale, precum și un foarte mare număr de cetățeni din împrejurimĭ. La orele 11 au sosit în automobile prefectul și deputațiĭ invitațĭ cărora li s’a făcut o primire entuziastă la bariera orașuluĭ de către autoritățĭ și un numeros public cu muzică și drapelul primărieĭ. De aici s’a format un impozant cortegiu cu drapelul în frunte care stat îndreptat spre biserică unde preotul Costea cu evanghelia în mână aștepta la ușa bisericeĭ. S’a oficiat un Te-Deum iar după oficierea serviciuluĭ religios preotul Costea a ținut o frumoasă cuvântare. De aci cortegiul s’a îndreptat spre sinagoga orașuluĭ unde s'a oficiat deasemeni un Te-Deum iar rabinul Roller a ținut o inimoasă cuvântare. La orele 1 s'a luat masa în grădina proprietatea d-luĭ primar Țipă. Au toastat d-niĭ Kirculescu, Conrad Reiss etc. La sfârșitul cuvântărilor s’a scris pe pergament un act comemorativ care se va păstra în arhiva comunei și tot odată s’a întocmit lista noueĭ comisiuneĭ interimare compusă din 9 membri în frunte cu d. N. Țipă și având 3 membri evreĭ. S’au trimis telegrame de mulțumiri d-lor: general Averescu și C. Argetoianu, după care oaspețiĭ au făcut o vizită marelui rabin Friedman. La orele 6 p.m. toți oaspețiĭ au părăsit Buhușul în uralele mulțimeĭ entuziasmate și în sunetele muziceĭ.”—Dimineața, 16 Mai 1921
În anii următori, Buhuși a continuat să se dezvolte, fiind înființate prima circumscripție sanitară în 1922, iluminatul public în 1927, primul cinematograf în 1930 și instalația de apă potabilă în 1932.
Anuarul Socec din 1925 confirmă schimbarea statutului Buhușului în cel de comună urbană, având 5350 de locuitori și cuprinzând și satele Bodești, Marginea, Schitu Runc și Runc; orașul era reședința plășii Buhuși din același județ.
La Recensământul din 1941, localitatea era descrisă astfel:
„Orașul Buhuși, incl. localitățile: 1. Budești, 2. Marginea, 3. Mocani-Cioplea și 4. Runcu, care fac parte integrantă din oraș, ca suburbii; în 1930 incl. suburbiile: 1. Budeștii-Buhuș, 2. Cioplea, 3. Marginea, 4. Mocani, 5. Orbicu, 6. Pârâu-Runcu și 7. Schitu-Runcu; în 1941, localitatea Orbicu a fost rec. separat ca unitate distinctă, adică sat, iar suburbiile Pârâu-Runcu și Schitu-Runcu, unindu-se, au format suburbia Runcu; în 1912 toate aceste localități au fost rec. separat ca unități distincte, adică sate.”—Indicatorul localităților din România. Datele recensământului general din 6 aprilie 1941.
În 1950, Buhuși a devenit oraș raional, reședință a raionului Buhuși din regiunea Bacău, iar în 1964, raionul Buhuși a fost desființat, orașul trecând la raionul Bacău din aceeași regiune. Orașul a trecut în 1968 la județul Bacău; tot atunci au fost desființate și localitățile Bodești, Mocani și Orbic, comasate cu localitatea Buhuși, iar satul Ciolpani, apărut între timp, a fost și el comasat cu satul Runcu.

## Evreii din Buhuși
La sfârșitul secolului al XVIII-lea și mai ales la începutul secolului al XIX-lea, datorită înăspririi situației acestora în Galiția, evreii au emigrat către Transilvania și Principatele Române, în special Moldova, deoarece autoritățile erau aici mai tolerante.
Carol Iancu aprecia că „în 1803 existau în Moldova circa 30000 evrei, în 1848 circa 60000, recensământul din 1859 cifrându-i la 118922”.
În 1819, proprietarul moșiei Bodești, boierul Toader Buhuș, a obținut un hrisov de la domnitorul Moldovei, Scarlat Callimah, care îi permitea să organizeze șase iarmaroace anuale și un târg săptămânal, duminica. Hrisovul includea și dreptul de a încasa o taxă de 24 de bani pentru fiecare vită mare vândută. Un al doilea hrisov, emis de domnul Ioniță Sandu Sturdza, acorda dreptul exclusiv de a comercializa vinul și rachiul și de a încasa taxa din zilele de târg.
În 1823 s-au stabilit în Buhuși evrei din Herța și Sulița după ce Toader Buhuș i-a invitat printr-o scrisoare datată pe 3 septembrie 1823, prin care le transmitea că avea aprobare pentru deschiderea a douăzeci de dughene care erau scutite de dări către vistieria domnească.
În octombrie 1823, Teodor Buhuș a încheiat un contract cu un grup de evrei, reprezentați de Iancu Copel, pentru înființarea unui târgușor pe o perioadă de 10 ani, cu obligația achitării taxei pe mărfurile vândute și a chiriei pe locul ocupat. De asemenea, pentru o perioadă de 10 ani, taxa pe păcură era redusă la jumătate față de cea plătită în târgul Sulița.
Printre primii evrei stabiliți în Buhuși se numărau: Șloime Zetgherșen, Copel Bodeșter, Herș Leib Orândar, Lupu Ungureanu, Sol. Roș, Lupu Cioră, David Blijeșter, Moșke Nemțian, Zalmen Lipscan, Copel Gârlener, Șmil Ioil Lipscanu, Strul Bențien și Moise Rahover. Acești evrei ar fi primit un hrisov domnesc, care a ars în incendiul din 1863, prin care li s-au alocat locuri pentru sinagogă, feredeu și cimitir.
Conform unui document datat 30 august 1824, preotul Axinte a vândut negustorilor evrei din localitate o casă și livada adiacentă acesteia. Scopul acestei tranzacții era amenajarea unei sinagogi pentru comunitatea evreiască din Buhuși:
„Mai jos iscălitul preot Axinte, prin acest zapis al meu ce dau la mâna domielor sale neguțitorilor jidovii din Budești, adevărez spre a fi știut că prin bună tocmeală le-am alcătuit și le-am vândut o casă a mea ce am avut, pentru ca s-o facă școală, cu tocmeală în același chip, ca să aibă dumnealor de acu înainte a stăpâni atât casa precum și livada ce o am lângă casă și se cuvine ca un lucru a domnialor, iar pentru pământ rămâne a se ănvoi cu domnul coconu Theodoraș, fiind moșia domniei sale, și s-a îndatorit a-mi da pentru această casă cu livadă și cuhne 90 lei (adică 90 lei)
Însă darea baniloe s-a îndatorit în același chip a urma, adică jumătate acum, duminică ce vine, până n-a apuca a intra în sărbătoare și, jumătate ce sunt cusur, îndată după ce vor eși din sărbătoare, fără a mă prelungi sau a mă șicana, iar când după tocmeala ce se arată nu vor fi următori cu darea banilor la vade, atunci tocmeala să rămâe ca un lucru de nimic. Și spre mai mare credință am iscălit eu însumi.
1824 august 30                                                                     [ss] Erei Axinte
Față înaintea mea a dat acest zapis preotul Axinte pentru vânzarea binalei casei arătate și fiind săvârșite tocmeală prin bună învoială amândoror părților, sa adeverit și de mine.
Theodoraș Buhuși
1824 aust 30”—Federația Comunităților Evreiești din România, Izvoare și mărturii referitoare la evreii din România. Volumul III, partea 2, 1999, Hasefer, p. 511-512, ISBN 973-9235-88-3
La 12 aprilie 1825, Anica, soția lui Toader Buhuș, a solicitat locuitorilor din târgușorul București, situat pe moșia Bodești, să încurajeze și alți negustori străini să își construiască case, deoarece urma să obțină un hrisov „în ponturile Suliței”. În noiembrie 1828, în Bodești, împreună cu târgușorul Anicăi Buhuș, existau o biserică, 50 de case și 18 grajduri.
În 1830 în comuna Bodești locuiau 30 evrei, iar în 1831, în Buhuși erau consemnați 82. În 1833 Buhuși apare pe harta administrativă a Moldovei ca târg. Comunitatea evreiască din Buhuși a înregistrat o creștere semnificativă, de la 537 de persoane în 1859 la 1728 în 1899. Iacob Psantir estima în 1869 că numărul evreilor din Buhuși ar fi fost de 150.

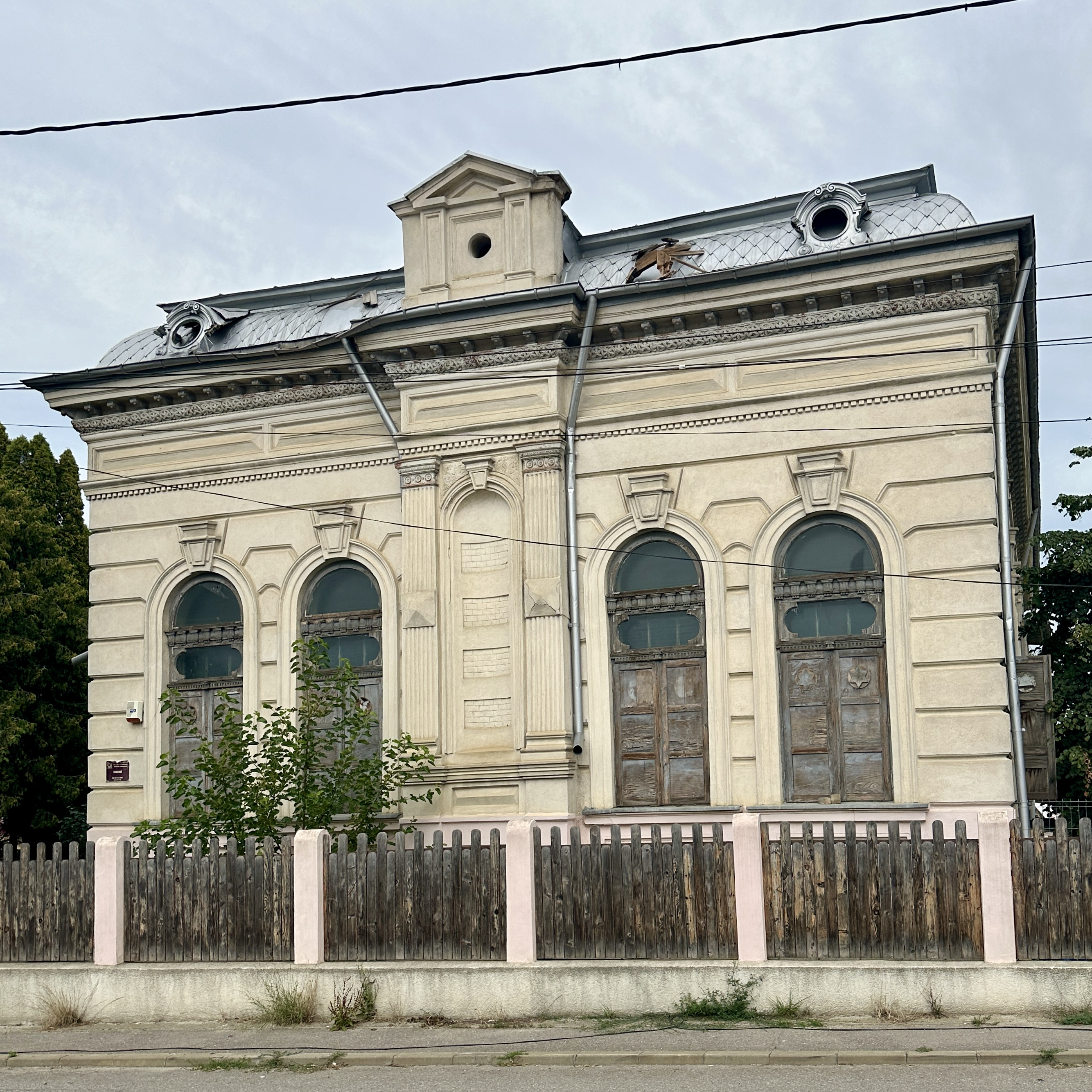
Sinagoga din Buhuși

Buhuși a devenit un centru important al hasidismului în Moldova în anul 1860, sub conducerea rabinului Isac Friedman (1835-1896), nepotul rabinului Israel Friedman din Rujîn. În aprilie 1897, datorită eforturilor societății ieșene „Cultura”, a fost înființată școala israelito-română într-o clădire nouă, spațioasă și igienică, având scopul de a dezvolta învățământul între copiii israeliți, conform legii instrucțiunii din 1893. Raportul din 1900 menționa că directorul școlii israelito-române din Buhuși, I. Heller, avea și responsabilități medicale pentru îngrijirea copiilor.

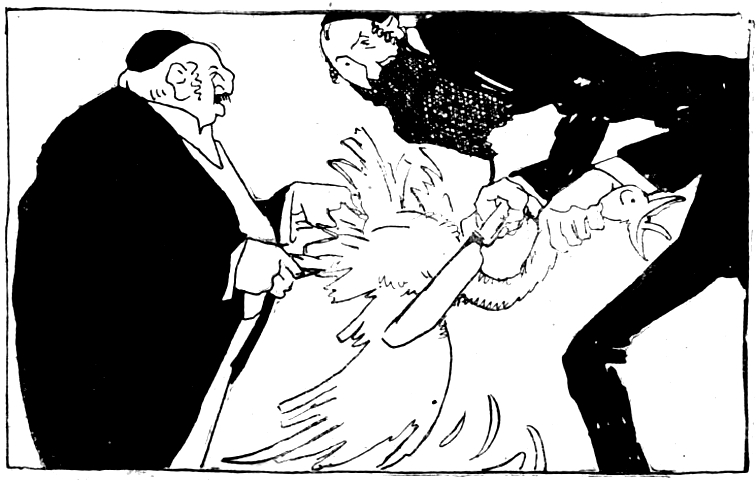
Păcăleală de 1 Aprilie. Pe ziua de 1 Aprilie, comunitatea israelită din Buhuși a încredințat d-lui Iorga slujba de haham al acelei localități

În 1909 a fost înființată o școală primară mixtă particulară, pentru elevi români și de alte naționalități ai muncitorilor din Fabrica de Postav, care a funcționat până în 1948, întrucât școala israelito-română nu mai putea face față cerințelor. Directoarea acestei școli a fost Matilda David, absolventă de școală profesională. În 1927, elevii acestei școli erau născuți în diverse țări, inclusiv Argentina, Austria, Germania, Ungaria, Polonia, și din orașe românești precum Bacău, Roman și Neamț. După 1941, majoritatea elevilor de alte naționalități au plecat, școala fiind frecventată de copiii lucrătorilor romani.
În august 1913, un raport a lui Israel Astruc către conducerea organizației Jewish Colonization Association evalua existența în Buhuși a 285 de familii, cu 982 de persoane.
Diversitatea organizațiilor evreiești din Buhuși este ilustrată prin numeroasele societăți înființate pentru susținerea comunității, precum Hahawas Israel în 1880, Bikur-Choilim pentru ajutorarea bolnavilor săraci, Malbisch-Neurim, în 1890, pentru ajutorarea femeilor și copiilor săraci, Beth-Hassefer în 1896 care a contribuit la înființarea școlii sraelito-române, Or-Zion, în 1909, cu scop sionist sau Keren Hayessod în 1921.
Potrivit Recensământului din 1930, Buhuși avea o populație de 8655 de persoane, dintre care 1941 erau evrei, reprezentând 22,4% din total.
Fabrica de postav era deținută de proprietari evrei, precum Schlesinger, Lazăr Margulies, Oskar Kaufman și R. Halfon, apropiați ai Elenei Lupescu, buhușeanul Lazăr Margulies, director-general al Societății pentru Industria Textilă fiind între 1936-1939 și vicepreședinte al Uniunii Generale a Industriașilor din România, alături de alți doi industriași evrei, Max Auschnitt și Izsó Diamant.
În anii 1930, mai mulți evrei din localitate au fost arestați, fiind acuzați de activitate comunistă.
În timpul guvernării legionare, evreii din Buhuși au suferit violențe, confiscări de averi și alte persecuții, în timpul celui de-Al Doilea Război Mondial, comunitatea evreiască din Buhuși fiind puternic afectată, clădirile comunitare fiind confiscate și multe persoane fiind deportate sau ucise. Pe listele deportaților evrei din Transnistria figurează 165 de persoane născute în Buhuși, evrei din oraș fiind consemnați și printre victimele navei Struma, torpilată de Armata Sovietică în 1941.
La 21 iunie 1941, Ion Antonescu a trimis prefecților o telegramă urgentă, solicitând evacuarea forțată a evreilor cu vârste între 18 și 60 de ani din satele și comunele rurale. În decurs de șase săptămâni, între 50000 și 60000 de evrei au fost evacuați, reprezentând aproximativ 25% din totalul populației evreiești din România la acea vreme. Printre evreii evacuați se numărau cei din satele Rediu, Roznov, Tazlău, Cândești, precum și Borlești și din Târgu-Neamț.
În 1942 numărul evreilor era de 1705, aproximativ 19,6% din populația localității, după război, populația evreiască crescând temporar la 8000, deoarece o parte dintre evreii evacuați forțat în 1941 au ales să se stabilească în Buhuși. Majoritatea evreilor au emigrat ulterior, în timpul regimului comunist, în Israel.
În 1947 în Buhuși mai erau 2000 de evrei, în 1969 orașul mai avea 50 familii de evrei, iar la Recensământul din 1977 mai erau consemnați 210 evrei. În anii 2000 mai existau 4 evrei în Buhuși: David Alterescu și soția sa, Sofia, Ernest Ianculovici și Caster Herșcu. Ultimul evreu din localitate, Sofia Alterescu, a decedat în 2012. Ultimul rabin din Buhuși a emigrat în 1951 în Israel, transferând curtea rabinică la Tel Aviv, aceasta fiind mutată la Bnei Brak în 1987.

## Demografie
Componența etnică a orașului Buhuși
     Români (66,89%)
     Romi (10,2%)
     Alte etnii (0,14%)
     Necunoscută (22,77%)
Componența confesională a orașului Buhuși
     Ortodocși (75,17%)
     Romano-catolici (1,09%)
     Alte religii (0,61%)
     Necunoscută (23,13%)
Conform recensământului efectuat în 2021, populația orașului Buhuși se ridică la 14.152 de locuitori, în scădere față de recensământul anterior din 2011, când fuseseră înregistrați 14.562 de locuitori. Majoritatea locuitorilor sunt români (66,89%), cu o minoritate de romi (10,2%), iar pentru 22,77% nu se cunoaște apartenența etnică. Din punct de vedere confesional, majoritatea locuitorilor sunt ortodocși (75,17%), cu o minoritate de romano-catolici (1,09%), iar pentru 23,13% nu se cunoaște apartenența confesională.

## Politică și administrație
Orașul Buhuși este administrat de un primar și un consiliu local compus din 19 consilieri. Primarul, Vasile Zaharia[*], de la Partidul Social Democrat, este în funcție din 2016. Începând cu alegerile locale din 2024, consiliul local are următoarea componență pe partide politice:
|  | Partid                          | Consilieri | Componența Consiliului | Componența Consiliului | Componența Consiliului | Componența Consiliului | Componența Consiliului | Componența Consiliului | Componența Consiliului | Componența Consiliului | Componența Consiliului |
|  | ------------------------------- | ---------- | ---------------------- | ---------------------- | ---------------------- | ---------------------- | ---------------------- | ---------------------- | ---------------------- | ---------------------- | ---------------------- |
|  | Partidul Social Democrat        | 9          |                        |                        |                        |                        |                        |                        |                        |                        |                        |
|  | Partidul Național Liberal       | 5          |                        |                        |                        |                        |                        |                        |                        |                        |                        |
|  | Alianța pentru Unirea Românilor | 3          |                        |                        |                        |                        |                        |                        |                        |                        |                        |
|  | Alianța Dreapta Unită           | 2          |                        |                        |                        |                        |                        |                        |                        |                        |                        |

## Monumente istorice
Cinci obiective din orașul Buhuși sunt incluse în lista monumentelor istorice din județul Bacău ca monumente de interes local, toate fiind clasificate ca monumente de arhitectură: sinagoga (1858–1859); ansamblul conacului „Theodor Buhuș” (astăzi Muzeul de Istorie din Buhuși), ansamblu ce cuprinde conacul și poarta (construite în 1800); hanul de la Gura Orbicului (sfârșitul secolului al XVIII-lea); biserica de lemn „Sfântul Nicolae” (1729, refăcută în 1846) din satul Runcu (aflată în fostul sat Ciolpani); și biserica „Sfinții Îngeri” (1787) din satul Runcu.

## Sport
- ASO Buhuși
- Textila Buhuși

## Personalități
- Elisabeta Bostan (1931), regizoare, scriitoare, profesor universitar;
- Dumbravă Constantin (1898 - 1935), naturalist, glaciolog și cercetător polar român;
- Dumitru Dan (1889 - 1978), profesor de geografie și explorator;
- Dragoș Nichifor (Grasu XXL) (1981), rapper;
- Gheorghe Platon (1926 - 2006), istoric, membru titular al Academiei Române;
- Mihail Roller (1908 - 1958), istoric comunist evreu;
- Gheorghe Airinei (1928 - 1994), membru supleant al CC al PCR;
- Agurița Alecsandrescu (1932 - 1996), membru supleant al CC al PCR;
- Maria Teslaru (1955 - 2019), actriță română;
- Yisrael Friedman (1923 - 2017), rabin;
- Moshe Sharoni (1929 - 2020), politician israelian;
- Mircea Grosaru (1952 - 2014), politician;
- Crisostom Dantz (1944 - 2022), antrenor de handbal;
- Isac Friedman (1834 - 1896), rabin;
- Israel Friedman (1855 - 1923), rabin;
- Mendel Friedman (1876 - 1943), rabin;
- Valentin Busuioc (n. 1965) poet, dramaturg, jurnalist;
- Costache Ciubotaru (n. 1930), scriitor, cineast, regizor; cunoscut pentru filmele Dacii și Tudor;[39]
- Eugen Uricaru (n. 1946), scriitor;
- Marian Purică (n. 1978), fotbalist;
- David Korner (1914 - 1976), activist comunist și jurnalist româno-francez de origine evreiască;
- Andreea Laiu (n. 1986), fotbalistă.